# Aconit (F713)
O Aconit é uma fragata operada pela Marinha Nacional Francesa e a quarta embarcação da Classe La Fayette. Entrou em serviço em 8 de junho de 1997.